# Jiří Roubík
Jiří Roubík (* 7. října 1974 Most) je český architekt a politik, v letech 2015 až 2016 zastupitel Olomouckého kraje, v letech 2006 až 2018 zastupitel městysu Velký Újezd, člen Strany zelených.

## Život
Po absolvování Gymnázia Most vystudoval obor ekonomika a řízení staveb na Fakultě stavební Českého vysokého učení technického v Praze (promoval v roce 1998 a získal titul Ing.). V roce 2006 pak obhájil disertační práci na Fakultě architektury Vysokého učení technického v Brně (získal titul Ph.D.).
Pracovní kariéru začínal na stavbě jako mistr a asistent stavbyvedoucího. Působí jako soukromý projektant, od roku 2006 vlastní architektonickou kancelář Ateliér 133.
Žije ve Velkém Újezdě.

## Politické působení
Od roku 2002 je členem Strany zelených, v níž zastával pozici předsedy krajské organizace v Olomouckém kraji.
V politice se začal angažovat už v komunálních volbách v roce 1998, kdy neúspěšně kandidoval jako nestraník za Demokratickou unii do Zastupitelstva obce Velký Újezd. Obecním zastupitelem se stal až ve volbách v roce 2006, kdy vedl kandidátku Strany zelených. Mandát pak ve volbách 2010 i 2014 obhájil. Ve volbách v roce 2018 již nekandidoval.
V krajských volbách v roce 2004 kandidoval za SZ do Zastupitelstva Olomouckého kraje, ale neuspěl. O osm let později v krajských volbách 2012 kandidovala SZ společně s KDU-ČSL pod názvem Koalice pro Olomoucký kraj společně se starosty. Na kandidátní listině sice figuroval na druhém místě, ale vlivem preferenčních hlasů klesl až na místo deváté. Vzhledem k tomu, že subjekt získal osm mandátů, stal se prvním náhradníkem. Do zastupitelstva se tak dostal až na jaře 2015 po rezignaci Mariana Jurečky, který kandidoval za téže subjekt.
Také v krajských volbách v roce 2016 obhajoval mandát jako člen SZ na kandidátce "Koalice pro Olomoucký kraj společně se starosty" (tj. KDU-ČSL a SZ), ale neuspěl (opět skončil jako první náhradník).